# Río Seje
Le río Seje est un cours d'eau de l'Amazonie vénézuélienne. Situé dans l'État d'Amazonas, il est un sous affluent de l'Orénoque et se jette en rive gauche du río Parú dont il est l'un des principaux affluents avec le río Asisa. Il prend sa source dans le massif de Parú-Euaja, tout comme les ríos Asisa, Parú et Viecura. Il arrose principalement la localité de Borón.